# Akersviken
Akersviken är en sjö i Sorsele kommun i Lappland och ingår i Umeälvens huvudavrinningsområde. Sjön har en area på 0,37 kvadratkilometer och ligger 340 meter över havet. Akersviken ligger i Vindelälven Natura 2000-område. Sjön avvattnas av vattendraget Kvarnbäcken.

## Delavrinningsområde
Akersviken ingår i det delavrinningsområde (727833-157373) som SMHI kallar för Mynnar i Nedre Gautsträsket. Medelhöjden är 381 meter över havet och ytan är 7,74 kvadratkilometer. Räknas de 5 avrinningsområdena uppströms in blir den ackumulerade arean 44,21 kvadratkilometer. Kvarnbäcken som avvattnar avrinningsområdet har biflödesordning 3, vilket innebär att vattnet flödar genom totalt 3 vattendrag innan det når havet efter 328 kilometer. Avrinningsområdet består mestadels av skog (86 procent). Avrinningsområdet har 0,46 kvadratkilometer vattenytor vilket ger det en sjöprocent på 6 procent.